# Tanasith Siripala
Tanasith Siripala (thailändisch ธนาสิทธิ์ ศิริผลา, * 9. August 1995 in Ubon Ratchathani), auch als Tao (thailändisch เต๋า) bekannt, ist ein thailändischer Fußballspieler.

## Karriere

### Verein
Tanasith Siripala erlernte das Fußballspielen in der Jugendmannschaft des damaligen Erstligisten Bangkok Glass. Hier unterschrieb er 2012 auch seinen ersten Vertrag. 2012 wurde er an den damaligen Drittligisten Rangsit FC ausgeliehen. Bis 2016 spielte er 59-mal für Bangkok Glass. 2016 wechselte er zum Ligakonkurrenten Suphanburi FC. Nach 76 Spielen für den Verein aus Suphanburi in der Ersten Liga wechselte er 2020 zum Ligakonkurrenten Port FC nach Bangkok. Nach der Hinrunde 2022/23 wechselte er im Januar 2023 auf Leihbasis zum ebenfalls in der ersten Liga spielenden PT Prachuap FC. Nach 14 Erstligaspielen für Prachuap kehrte er im Sommer 2023 zum Port FC zurück. Im Juli 2025 wechselte er erneut auf Leihbasis nach Kanchanaburi zum Erstligaaufsteiger Kanchanaburi Power FC.

### Nationalmannschaft
Von 2012 bis 2014 spielte Tanasith Siripala fünfmal in der thailändischen U-19-Nationalmannschaft. Zweimal trug er 2016 das Trikot der U21. Von 2015 bis 2018 spielte er 16 Mal für die U23-Nationalmannschaft.

## Erfolge

### Verein
Bangkok Glass FC
- Thailändischer Pokalsieger: 2014

### Nationalmannschaft
Thailand U23
2017 – Dubai Cup
2013 – BIDC Cup (Kambodscha)
Thailand U21
2016 – Nations Cup (Malaysia)